# Avenida San Blas
La Avenida San Blas es uno de los concurridos tramos de Ciudad del Este, Paraguay. Es una colectora de unos 10 kilómetros que inicia en la zona primaria del Puente de la Amistad y recorre a lo largo del lado Acaray de la ciudad hasta intersecarse con la Ruta PY-02 a exactamente 10 kilómetros del microcentro, en inmediaciones del barrio Jardín del Este. Es la avenida que va en sentido de Ciudad del Este a Asunción, y corta la Avenida Mariscal López en el viaducto ubicado en el kilómetro 4. Se complementa con la Avenida Monseñor Rodríguez en el tránsito central de la ciudad.

## Sitios de interés
- Iglesia San Agustín de Hipoana
- Universidad del Norte
- Laboratorio Cazzola
- Palacio de la Música
- Coyote Night Club